# Cuney
Cuney és una població dels Estats Units a l'estat de Texas. Segons el cens del 2000 tenia 145 habitants.

## Demografia
Segons el cens del 2000, Cuney tenia 145 habitants, 59 habitatges, i 36 famílies. La densitat de població era de 34,1 habitants/km².
Dels 59 habitatges en un 27,1% hi vivien nens de menys de 18 anys, en un 28,8% hi vivien parelles casades, en un 23,7% dones solteres, i en un 37,3% no eren unitats familiars. En el 27,1% dels habitatges hi vivien persones soles l'11,9% de les quals corresponia a persones de 65 anys o més que vivien soles. El nombre mitjà de persones vivint en cada habitatge era de 2,46 i el nombre mitjà de persones que vivien en cada família era de 3,11.
Per edats la població es repartia de la següent manera: un 32,4% tenia menys de 18 anys, un 2,1% entre 18 i 24, un 26,2% entre 25 i 44, un 24,8% de 45 a 60 i un 14,5% 65 anys o més.
L'edat mediana era de 38 anys. Per cada 100 dones de 18 o més anys hi havia 88,5 homes.
La renda mediana per habitatge era de 18.333 $ i la renda mediana per família de 17.500 $. Els homes tenien una renda mediana de 18.438 $ mentre que les dones 22.083 $. La renda per capita de la població era de 7.612 $. Aproximadament el 35% de les famílies i el 37,1% de la població estaven per davall del llindar de pobresa.

## Poblacions més properes
El següent diagrama mostra les poblacions més properes.